# Obdżektor

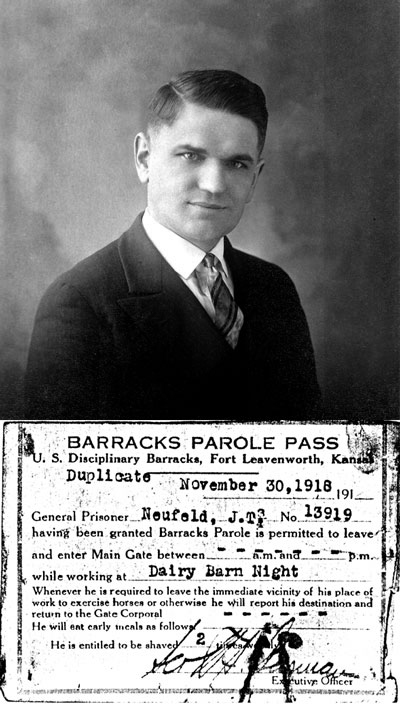
John T. Neufeld, obdżektor (mennonita) skazany w Stanach Zjednoczonych w czasie I wojny światowej na 15 lat ciężkich robót (zwolniony po odbyciu 5 miesięcy kary)

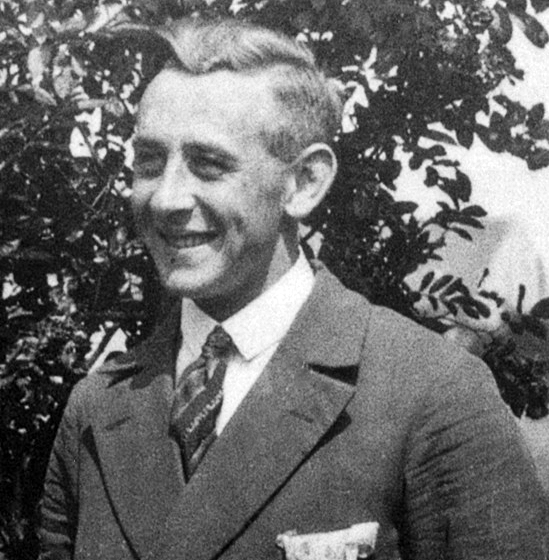
August Dickmann, obdżektor (Świadek Jehowy), pierwszy Niemiec rozstrzelany podczas II wojny światowej za to, że kierując się głosem sumienia odmówił służby wojskowej

Obdżektor (od ang. słów: conscientious objector) – określenie  osoby odmawiającej odbycia obowiązkowej służby wojskowej z powodów religijnych, moralnych lub etycznych.

## Powody religijne
To wyznawcy religii:
- głoszących bezwarunkowy pacyfizm chrześcijański (mennonici, huteryci, szwenkfeldyści, amisze, kwakrzy, bracia morawscy, duchoborcy, mołokanie). Te wyznania potępiają każdą walkę, nawet w obronie lub w tzw. „słusznej sprawie”.
- potępiających udział w konfliktach zbrojnych i politycznych z powodu zachowywania chrześcijańskiej neutralności (mesjanie, sobotnicy, Świadkowie Jehowy[a][b][3][4], zielonoświątkowcy-pięćdziesiątnikowi).
- powołujących się na zasady nieodbierania życia i niestosowania przemocy (głównie buddyzm – jedna z 5 zasad: Pānātipātā veramaṇi sikkhāpadam samādiyāmi i hinduizm – zasada „ahimsy”). W Europie i Ameryce są to np. Hare Kryszna i buddyzm zen.

Niektórzy obdżektorzy twierdzą, że oni, jako np. katolicy, luteranie czy prawosławni nie mogą służyć w wojsku. Taka opinia nie ma żadnego oparcia w oficjalnym stanowisku tych Kościołów, które w wielu armiach posiadają ordynariaty polowe. 
Jest to jednak kwestia sporna, gdyż np. Episkopat Stanów Zjednoczonych uznał, iż pełne moralne przekonanie powinno stanowić przesłankę do zwolnienia owej osoby ze służby wojskowej.
Kościół Katolicki naucza, że „Władze publiczne powinny uwzględnić przypadek tych, którzy z pobudek sumienia odmawiają użycia broni; są oni jednak zobowiązani w inny sposób służyć wspólnocie ludzkiej”. Stanowi o tym punkt 2311 Katechizmu KK.

## Powody etyczne i moralne
To członkowie lub sympatycy organizacji propagujących pacyfizm i antymilitaryzm. Najczęściej głoszą oni konieczność likwidacji wojska lub utworzenia armii wyłącznie zawodowych.

## Znani obdżektorzy
- Muhammad Ali (ur. jako Cassius Marcellus Clay Jr), amerykański bokser. Znany był ze swoich poglądów antywojennych, które wielokrotnie demonstrował w związku z amerykańską interwencją w Wietnamie. W 1967 roku został skazany na karę pięciu lat więzienia oraz 10 000 $ grzywny za odmowę służby wojskowej. Skutkiem wyroku było odebranie mu tytułu bokserskiego mistrza świata oraz licencji profesjonalnego pięściarza. Po latach batalii sądowej Alemu przywrócono licencję bokserską, a Sąd Najwyższy Stanów Zjednoczonych jednogłośną decyzją z dnia 28 czerwca 1971 roku unieważnił wyrok skazujący[7].
- Mike Balas, amerykański baseballista, w 1942 roku jako Świadek Jehowy został skazany na 3 lata więzienia za odmowę odbycia służby wojskowej.
- Pierre Cérésole[8][9], założyciel „Międzynarodowej Służby Cywilnej”[10].
- August Dickmann, pierwszy Niemiec, Świadek Jehowy, rozstrzelany podczas II wojny światowej za to, że kierując się głosem sumienia odmówił służby wojskowej[11][12][13][14].
- Desmond Doss, adwentysta dnia siódmego, żołnierz Armii Stanów Zjednoczonych. Był pierwszą osobą w historii Stanów Zjednoczonych, odmawiającą walki oraz noszenia broni, która jako sanitariusz otrzymała Medal Honoru. Bohater filmu Przełęcz ocalonych w reżyserii Mela Gibsona[15][16].
- Albert Einstein[17][18][19], który zrezygnował z obywatelstwa niemieckiego (na rzecz szwajcarskiego[20]), by uniknąć obowiązkowej służby wojskowej. Jego uzasadnienie to: Nie róbcie niczego wbrew waszemu sumieniu, nawet gdy państwo tego żąda[21].
- Leopold Engleitner, Austriak, najdłużej żyjący więzień, ocalały z obozów koncentracyjnych Buchenwald, Ravensbrück i Niederhagen. Został osadzony w obozie, gdyż będąc Świadkiem Jehowy odmówił pełnienia służby wojskowej w Wehrmachcie. Na podstawie jego życia Bernhard Rammerstorfer napisał książkę Unbroken Will – The Extraordinary Courage of an Ordinary Man (Niezłomna wola – niezwykła odwaga zwykłego człowieka) oraz wyprodukował filmy dokumentalne Unbroken Will, Unbroken Will USA Tour oraz Ladder in the lions den[22][23][24].
- Maciej Maleńczuk, został skazany na karę dwóch lat pozbawienia wolności za odmowę służby wojskowej[25][26].
- Albert Merz, chrystadelfianin, odmówił odbycia służby wojskowej ze względu na sumienie. Został stracony 3 kwietnia 1941 roku w więzieniu Brandenburg Görden[27].
- Bohumil Müller, jako Świadek Jehowy, był pierwszą osobą w Czechosłowacji, uwięzioną z powodu odmowy służby wojskowej.
- Johann Nobis, Świadek Jehowy, ścięty za odmowę służby wojskowej.
- Rudolf Redlinghofer, austriacka ofiara narodowego socjalizmu, jako Świadek Jehowy, ze względu na sumienie, odmówił pełnienia służby wojskowej. Został stracony przez ścięcie na gilotynie.

## W Polsce
Jeszcze w 1994 r. osoby sprzeciwiające się obowiązkowej służbie wojskowej w Polsce nadal przebywały w więzieniu przez okres roczny (podobnie jak za czasów PRL-owskich) i były uznawane przez Amnesty International za więźniów sumienia. Pobór przymusowy w Polsce zawieszono w 2009 r.